# StarParks
StarParks war von 2004 bis 2010 ein Unternehmen der britischen Investmentgesellschaft Palamon Capital Partners mit Hauptsitz im belgischen Wavre.
Nachdem Palamon 2004 die europäischen Parks der Six Flags Inc. übernommen hat, gründeten sie den neuen Dachverband StarParks als Nachfolger der Six Flags European Division, dem zuvor drittgrößten Freizeitparkbetreiber in Europa. Zu StarParks gehörten der Movie Park Germany und alle sechs Freizeitparks der Walibi-Gruppe (inkl. dem Bellewaerde Park).
Im Jahr 2006 verkaufte Palamon Bellewaerde und die Walibi-Parks exklusive Walibi Lorraine an die französische Kette Grévin & Cie. Walibi Lorraine wurde von regionalen Investoren übernommen und wurde zur Saison 2007 umbenannt in Walygator Parc. Der Movie Park befand sich bis 2010 weiterhin im Besitz der Investoren, mit dem Verkauf an Parques Reunidos gab StarParks seinen letzten Freizeitpark ab.

## Freizeitparks
Der StarParks Group gehörten sieben Freizeitparks in vier europäischen Ländern: In Belgien, Deutschland, Niederlande und Frankreich.
| Name               | Ort                | Land        | Eröffnung | Erworben | Vorbesitzer                 | Verkauft | Käufer                  |
| ------------------ | ------------------ | ----------- | --------- | -------- | --------------------------- | -------- | ----------------------- |
| Bellewaerde Park   | Ypern              | Belgien     | 1954      | 2004     | Six Flags European Division | 2006     | Compagnie des Alpes     |
| Movie Park Germany | Bottrop            | Deutschland | 1996      | 2004     | Six Flags European Division | 2010     | Parques Reunidos        |
| Walibi Belgium     | Wavre              | Belgien     | 1975      | 2004     | Six Flags European Division | 2006     | Compagnie des Alpes     |
| Walibi Holland     | Biddinghuizen      | Niederlande | 1971      | 2004     | Six Flags European Division | 2006     | Compagnie des Alpes     |
| Walibi Lorraine    | Maizières-lès-Metz | Frankreich  | 1989      | 2004     | Six Flags European Division | 2006     | Claude & Didier Douarin |
| Walibi Rhône-Alpes | Les Avenières      | Frankreich  | 1979      | 2004     | Six Flags European Division | 2006     | Compagnie des Alpes     |
| Walibi Sud-Ouest   | Roquefort          | Frankreich  | 1992      | 2004     | Six Flags European Division | 2006     | Compagnie des Alpes     |